# BAYTL
BAYTL - wspólny album amerykańskiego rapera Gucciego Mane’a i raperki V-Nasty. Został wydany 13 grudnia 2011 roku. Pierwszym singlem promującym płytę był utwór "Whip Appeal"; został wydany 19 listopada 2011 r. Spośród 12 piosenek, tylko jedną wyprodukował producent Tha Bizness, a pozostałe Zaytoven. Album zdobył mieszane recenzje, a od strony internetowej Consequence of Sound zdobył tylko pół gwiazdki na pięć możliwych. W nagraniach brał udział raper Slim Dunkin, z którym Mane i V-Nasty zamierzali stworzyć teledysk do utworu "Push Ups", jednak z powodu śmierci Dunkina klipu nie zrealizowano.

## Lista utworów
1. "Whip Appeal" (featuring P2theLA)
2. "Loaded" (featuring Mr. Fab)
3. "Let's Get Faded"
4. "White Girl"
5. "Push Ups" (featuring Slim Dunkin)
6. "Food Plug" (featuring Berner)
7. "Out My Circle"
8. "Hate Me Some More"
9. "Millions Every Month"
10. "Fill My Shoes"
11. "Fuck You" (featuring Slim Dunkin)
12. "Slick Swag"